# Antoni Alabau i Quingles
Antoni Alabau i Quingles (Vic, c. 1730 – Barcelona, 1802) fou un trinitari descalç amb el nom de fra Antoni de Sant Jeroni. Fou el primer a escriure un assaig sobre història vigatana.

## Obres
Les seves obres són:
- Vida del Beat Miquel dels Sants
- Relación de las suntuosas Fiestas de Vic en la Traslación del Santísimo Sacramento
- Relación de las fiestas de la beatificación de San Miguel

Destacats com: 
- Representació de la sagrada Passió
- Mort de nostre Senyor Jesucrist